# Hodîne, Hluhiv
Hodîne (în ucraineană Ходине) este localitatea de reședință a comunei Hodîne din raionul Hluhiv, regiunea Sumî, Ucraina.

## Demografie
Componența lingvistică a localității Hodîne
     Rusă (92,64%)
     Ucraineană (7,36%)
Conform recensământului din 2001, majoritatea populației localității Hodîne era vorbitoare de rusă (92,64%), existând în minoritate și vorbitori de ucraineană (7,36%).